# Elymnias künstleri
Elymnias künstleri är en fjärilsart som beskrevs av Eduard Honrath 1885. Elymnias künstleri ingår i släktet Elymnias och familjen praktfjärilar. Inga underarter finns listade i Catalogue of Life.